# Köles (növénynemzetség)

Panicum antidotale

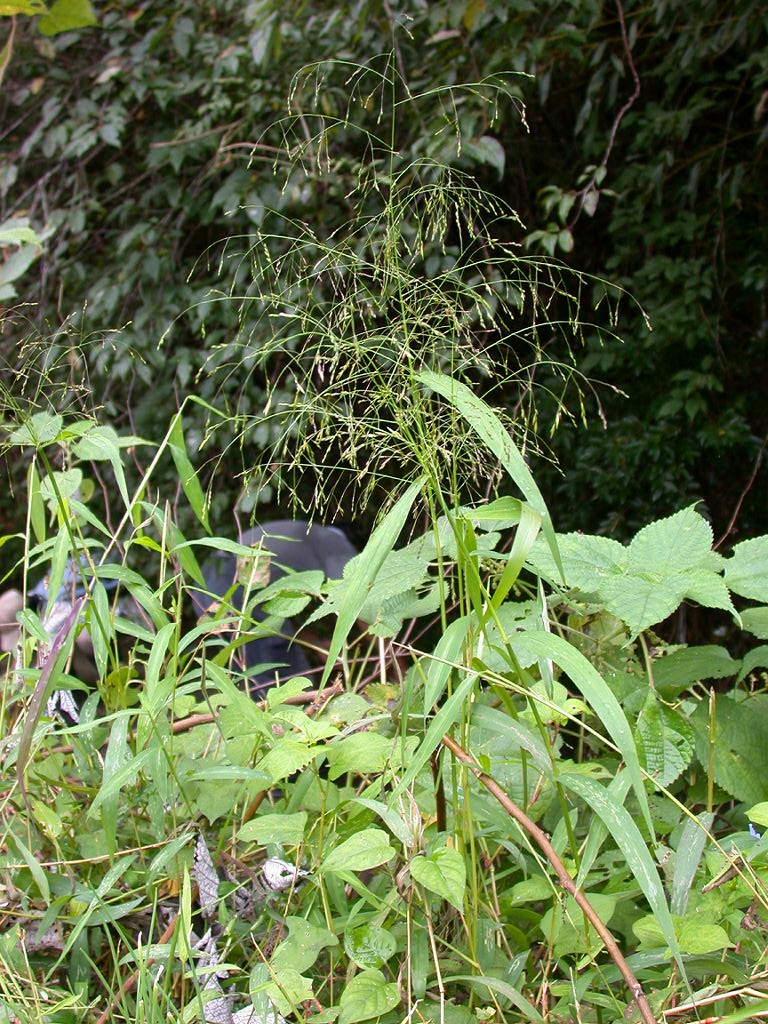
Panicum bisulcatum

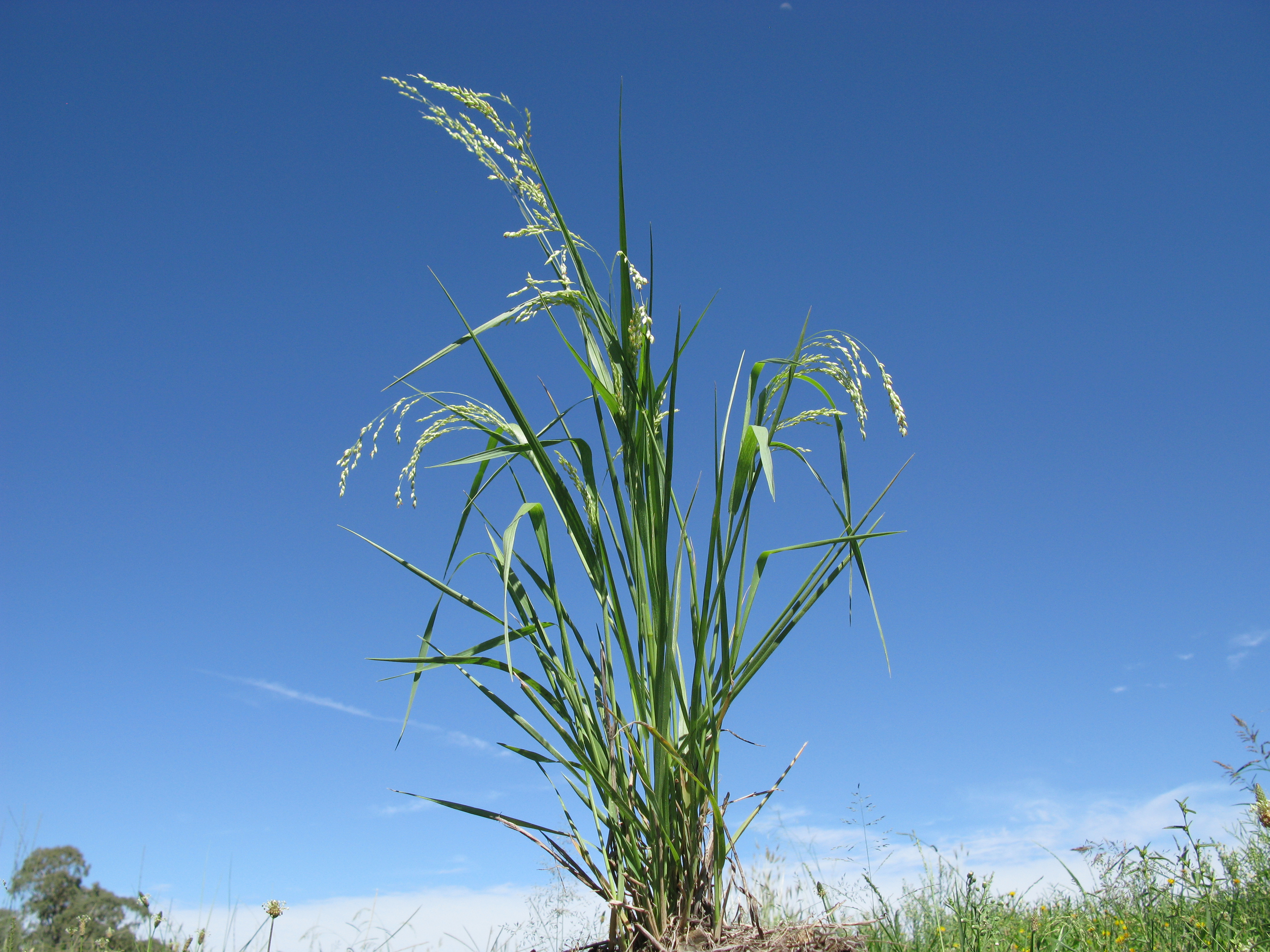
Panicum buncei

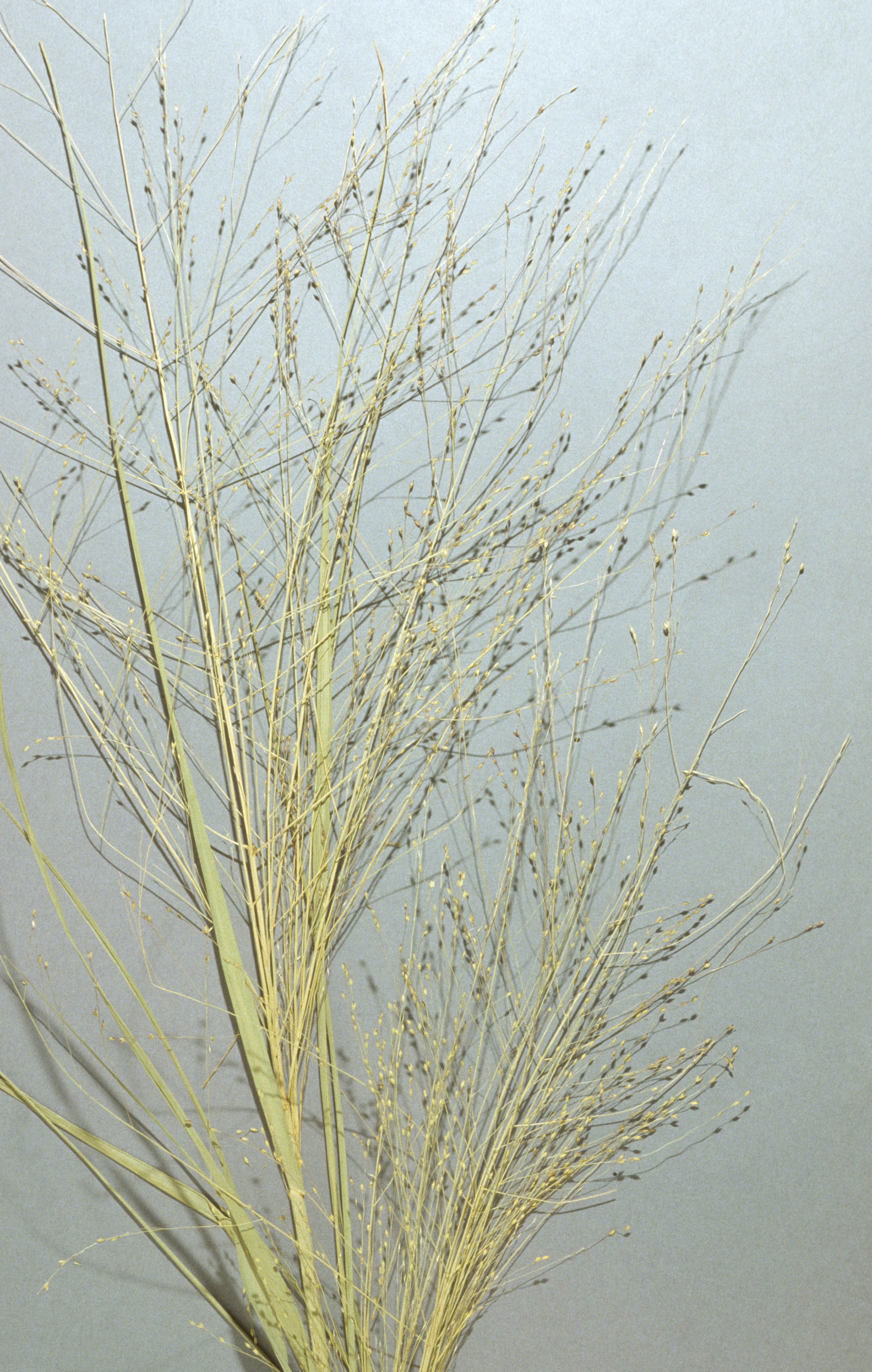
Panicum decompositum

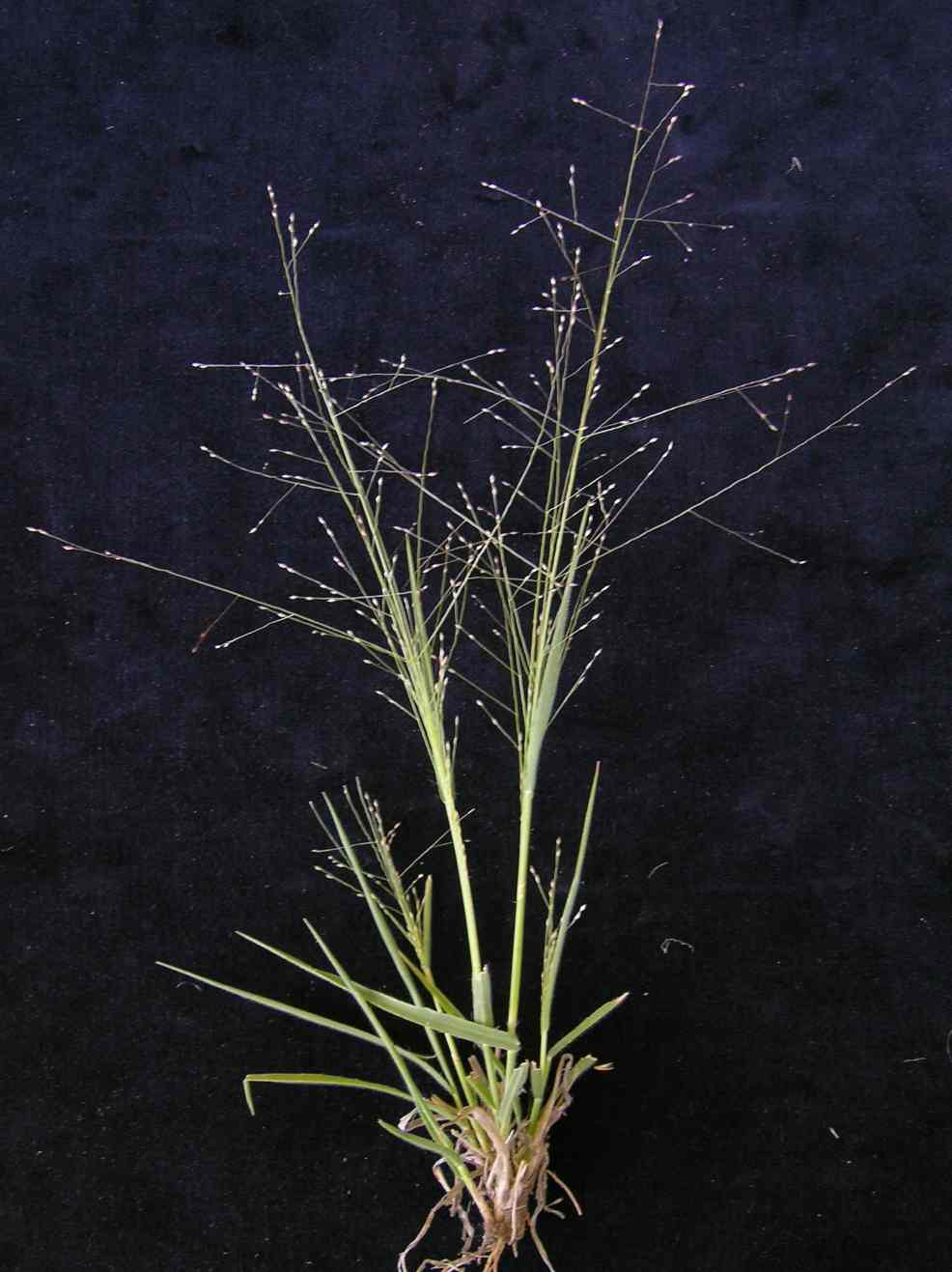
Panicum effusum

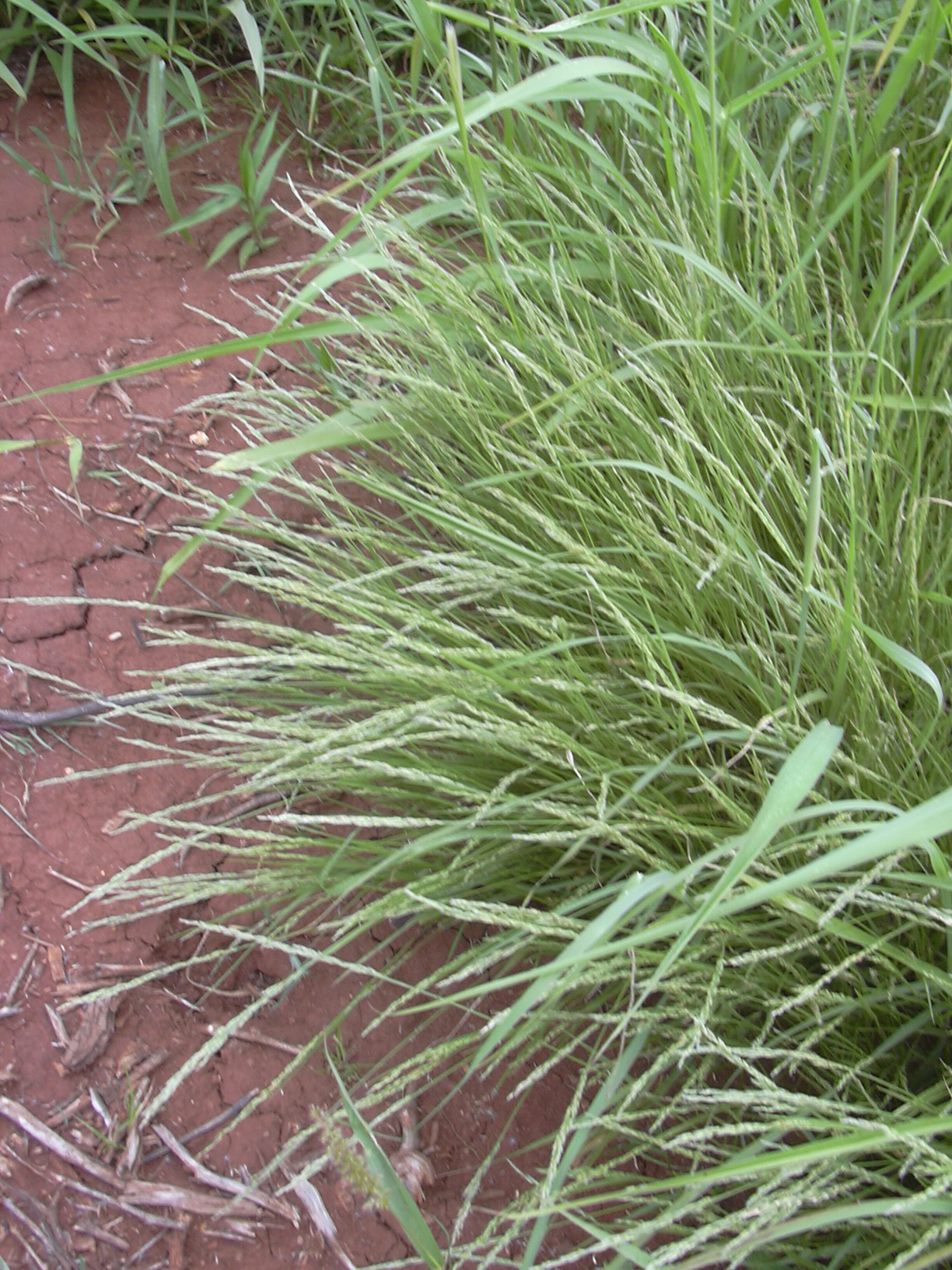
Panicum fauriei

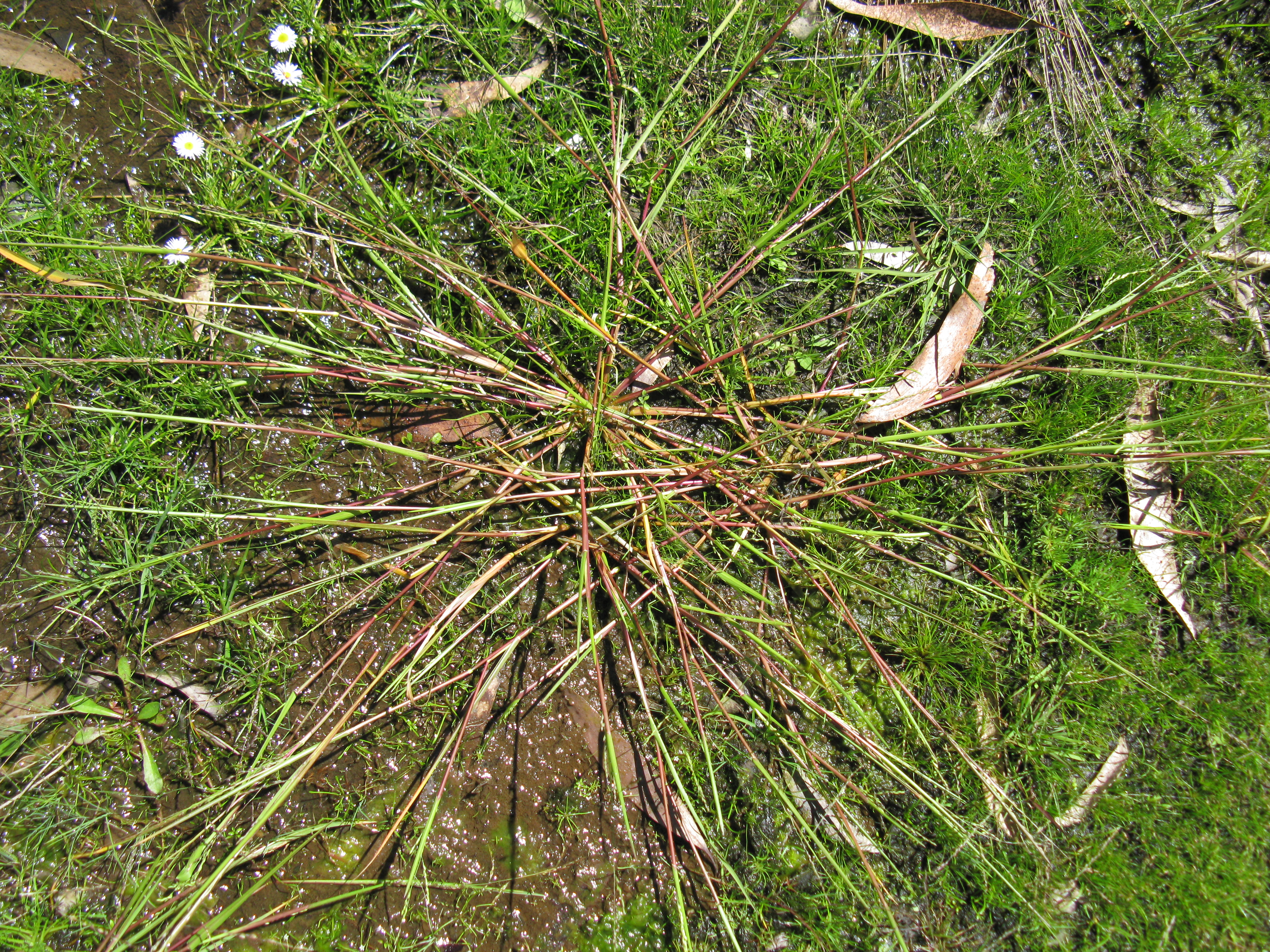
Panicum gilvum

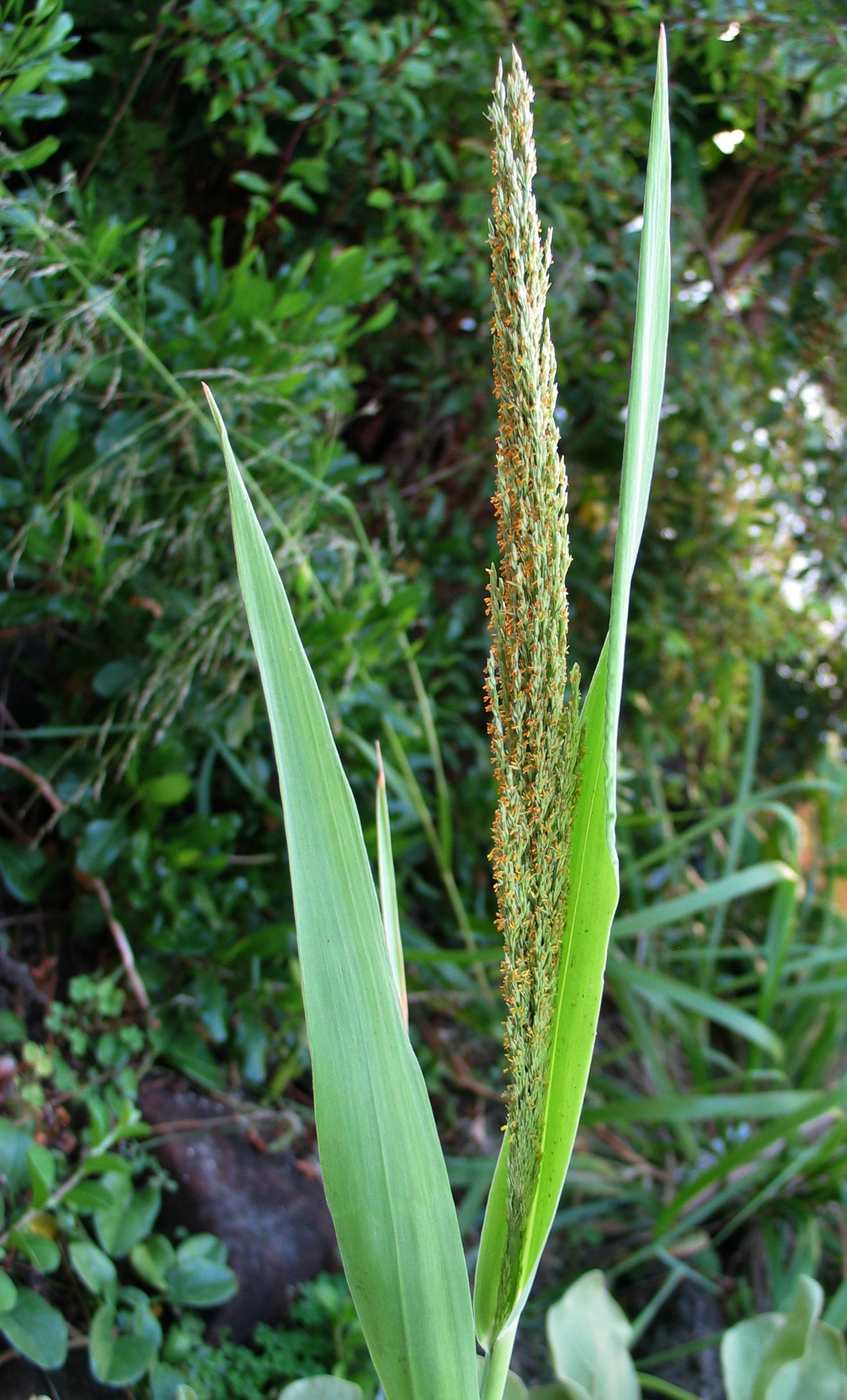
Panicum niihauense

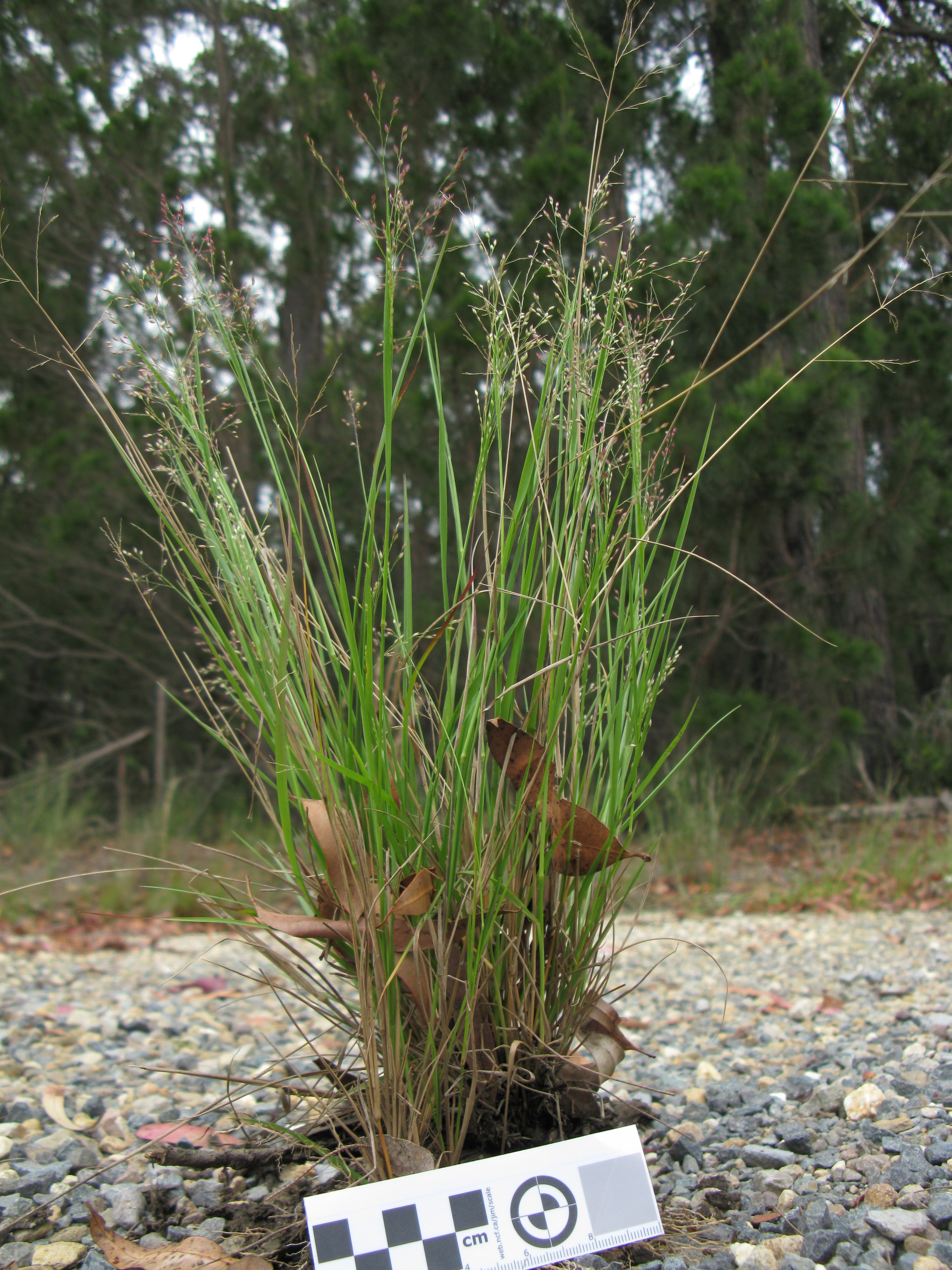
Panicum simile

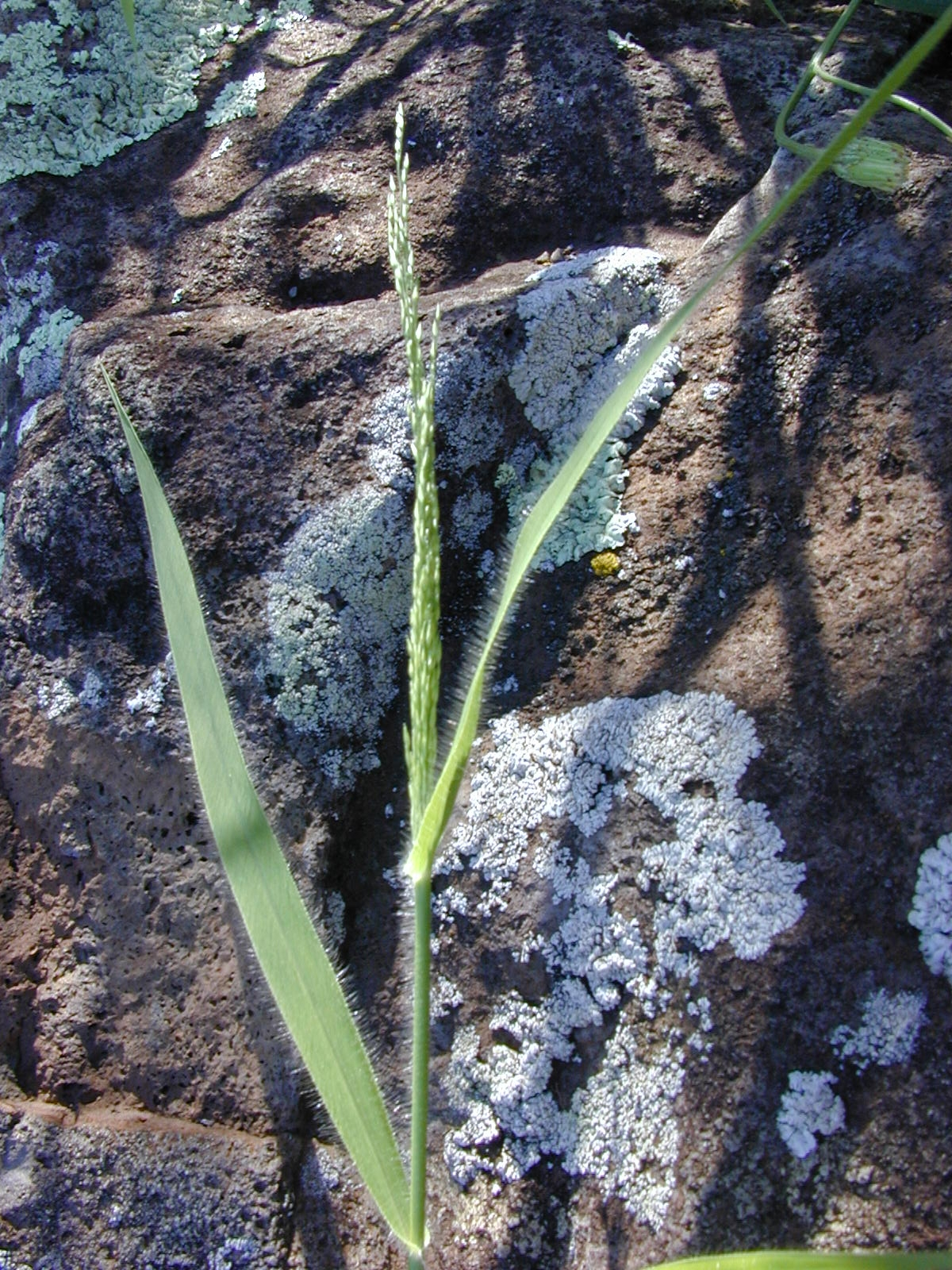
Panicum xerophilum

A köles (Panicum) az egyszikűek (Liliopsida) osztályának perjevirágúak (Poales) rendjébe, ezen belül a perjefélék (Poaceae) családjába tartozó nemzetség.

## Tudnivalók
A köles-fajok világszerte előfordulnak, főleg a trópusokon, bár egyesek az északi mérsékelt övben is fellelhetők. Ausztráliában 29 fajuk őshonos, másik kilencet pedig betelepítettek. Általában nagyméretű, 1-3 méter magas, egyéves- vagy évelő füvek. Virágaik jól fejlett, akár 60 centiméteres bugavirágzatba tömörülnek. Ez a hatalmas virágzat számos magot hoz; a magok 1-6 milliméter hosszúak és 1-2 milliméter szélesek. Talán a legismertebb két faj, a termesztett köles (Panicum miliaceum) és a észak-amerikai prériket alkotó vesszős köles (Panicum virgatum).

## Rendszerezés
A nemzetségbe az alábbi 442 faj tartozik:
- Panicum abscissum Swallen
- Panicum aciculare Desv.
- Panicum acicularifolium Renvoize & Zuloaga
- Panicum acrotrichum Hook.f.
- Panicum acuminatum Sw.
- Panicum adenophorum K.Schum.
- Panicum adenorhachis Zuloaga & Morrone
- Panicum aequinerve Nees
- Panicum aequivaginatum Swallen
- Panicum afzelii Sw.
- Panicum agrostoides Spreng.
- Panicum alatum Zuloaga & Morrone
- Panicum aldabrense Renvoize
- Panicum altum Hitchc. & Chase
- Panicum amarum Elliott
- Panicum ambositrense A.Camus
- Panicum amoenum Balansa
- Panicum anabaptistum Steud.
- Panicum anceps Michx.
- Panicum andreanum Mez
- Panicum andringitrense A.Camus
- Panicum animarum Renvoize
- Panicum antidotale Retz.
- Panicum aquarum Zuloaga & Morrone
- Panicum aquaticum Poir.
- Panicum arctum Swallen
- Panicum arcurameum Stapf
- Panicum aristellum Döll
- Panicum arundinariae E.Fourn.
- Panicum assumptionis Stapf
- Panicum assurgens Renvoize
- Panicum atrosanguineum Hochst. ex A.Rich.
- Panicum auricomum Nees ex Trin.
- Panicum auritum J.Presl ex Nees
- Panicum aztecanum Zuloaga & Morrone
- Panicum bahiense Renvoize
- Panicum bambusiculme Friis & Vollesen
- Panicum bambusiusculum Stapf
- Panicum bartlettii Swallen
- Panicum bartowense Scribn. & Merr.
- Panicum bathiei A.Camus
- Panicum bechuanense Bremek. & Oberm.
- Panicum beecheyi Hook. & Arn.
- Panicum bergii Arechav.
- Panicum beyeri C.L.Hitchc. & Ekman
- Panicum biglandulare Scribn. & J.G.Sm.
- Panicum bisulcatum Thunb.
- Panicum bombycinum B.K.Simon
- Panicum boreale Nash
- Panicum boscii Poir.
- Panicum brachyanthum Steud.
- Panicum brachystachyum Trin.
- Panicum brazzavillense Franch.
- Panicum bresolinii L.B.Sm. & Wassh.
- Panicum brevifolium L.
- gumós köles (Panicum bulbosum) Kunth[12]
- Panicum bullockii Renvoize
- Panicum buncei F.Muell. ex Benth.
- Panicum caaguazuense Henrard
- Panicum cabrerae Zuloaga & Morrone
- etióp köles (Panicum callosum) Hochst. ex A.Rich.[12]
- Panicum calocarpum Berhaut
- Panicum calvum Stapf
- Panicum campestre Nees ex Trin.
- Panicum caparaoense Zuloaga & Morrone
- hajszálágú köles (Panicum capillare) L.[12]
- Panicum capillarioides Vasey
- Panicum caricoides Nees ex Trin.
- Panicum carneovaginatum Renvoize
- Panicum caudiglume Hack.
- Panicum cayennense Lam.
- Panicum cayoense Swallen
- Panicum cervicatum Chase
- Panicum chambeshii Renvoize
- Panicum chapadense Swallen
- Panicum chaseae Roseng., B.R.Arrill. & Izag.
- Panicum chillagoanum B.K.Simon
- Panicum chionachne Mez
- Panicum chloroleucum Griseb.
- Panicum chnoodes Trin.
- Panicum cinctum Hack.
- Panicum cipoense Renvoize & Send.
- bambuszköles (Panicum clandestinum) L.[12]
- Panicum claytonii Renvoize
- Panicum coloratum L.
- Panicum combsii Scribn. & C.R.Ball
- Panicum commutatum Schult.
- Panicum comorense Mez
- Panicum complanatum Guglieri, Longhi-Wagner & Zuloaga
- Panicum condensatum Bertol.
- Panicum congestum Renvoize
- Panicum congoense Franch.
- Panicum cordovense E.Fourn.
- Panicum crateriferum Sohns
- Panicum cristatellum Keng
- Panicum cucaense Zuloaga & Morrone
- Panicum cumbucanum Renvoize
- Panicum cupressifolium A.Camus
- Panicum curviflorum Hornem.
- Panicum cyanescens Nees ex Trin.
- Panicum cynodon Reichardt
- Panicum davidsei Zuloaga & Morrone
- Panicum decaryanum A.Camus
- Panicum deciduum Swallen
- Panicum decolorans Kunth
- Panicum decompositum R.Br.
- Panicum delicatulum Fig. & De Not.
- Panicum depauperatum Muhl.
- Panicum deustum Thunb.
- Panicum dewinteri J.G.Anderson
- Panicum dichotomiflorum Michx.
- Panicum dichotomum L.
- Panicum diffusum Sw.
- Panicum dinklagei Mez
- Panicum discrepans Döll
- Panicum dorsense S.M.Phillips
- Panicum dregeanum Nees
- Panicum durifolium Renvoize & Zuloaga
- Panicum ecklonii Nees
- Panicum effusum R.Br.
- Panicum eickii Mez
- Panicum elegantissimum Hook.f.
- Panicum elephantipes Nees ex Trin.
- Panicum eliasi A.B. Leonard
- Panicum eligulatum N.E.Br.
- Panicum ensifolium Elliott
- Panicum ephemeroides Zuloaga & Morrone
- Panicum ephemerum Renvoize
- Panicum erectifolium Nash
- Panicum euprepes Renvoize
- Panicum exiguum Mez
- Panicum fauriei Hitchc.
- Panicum filifolium Clayton
- Panicum fischeri Bor
- Panicum flacciflorum Stapf
- Panicum flexile (Gatt.) Scribn.
- Panicum fluviicola Steud.
- Panicum fontanale Swallen
- Panicum fonticola Swallen
- Panicum funaense Vanderyst
- Panicum furvum Swallen
- Panicum gardneri Thwaites
- Panicum genuflexum Stapf
- Panicum ghiesbreghtii E.Fourn.
- Panicum gilvum Launert
- Panicum glabripes Döll
- Panicum glanduliferum K.Schum.
- Panicum glandulopaniculatum Renvoize
- Panicum glaucocladum C.E.Hubb.
- Panicum glaziovii Hack.
- Panicum gouinii E.Fourn.
- Panicum graciliflorum Rendle
- Panicum grande Hitchc. & Chase
- Panicum grandiflorum (Hochst. ex A. Rich.) Baron
- Panicum graniflorum Stapf
- Panicum granuliferum Kunth
- Panicum griffonii Franch.
- Panicum guatemalense Swallen
- Panicum gymnocarpum Elliott
- Panicum habrothrix Renvoize
- Panicum haenkeanum J.Presl
- Panicum hallii Vasey
- Panicum hanningtonii Stapf
- Panicum haplocaulos Pilg.
- Panicum havardii Vasey
- Panicum hayatae A.Camus
- Panicum hebotes Trin.
- Panicum heliophilum Chase ex Zuloaga & Morrone
- prériköles vagy pifin-fű (Panicum hemitomon) Schult.[12]
- Panicum hillebrandianum Hitchc.
- Panicum hillmanii Chase
- Panicum hippothrix K.Schum. ex Engl.
- Panicum hirstii Swallen
- Panicum hirsutum Sw.
- Panicum hirticaule J.Presl
- Panicum hirtum Lam.
- Panicum hispidifolium Swallen
- Panicum hochstetteri Steud.
- Panicum homblei Robyns
- Panicum humbertii A. Camus
- Panicum humidorum Buch.-Ham. ex Hook.f.
- Panicum humile Steud.
- Panicum hygrocharis Steud.
- Panicum hylaeicum Mez
- Panicum hymeniochilum Nees
- Panicum ibitense A.Camus
- Panicum ichunense Swallen
- Panicum impeditum Launert
- Panicum inaequilatum Stapf & C.E.Hubb.
- Panicum incisum Munro ex C.B.Clarke
- Panicum incomtum Trin.
- Panicum incumbens Swallen
- Panicum infestum Andersson
- Panicum irregulare Swallen
- Panicum isachnoides Hildebr.
- Panicum issongense Pilg.
- Panicum itatiaiae Swallen
- Panicum jauanum Davidse
- Panicum kalaharense Mez
- Panicum kasumense Renvoize
- Panicum khasianum Munro ex Hook.f.
- Panicum konaense Whitney & Hosaka
- Panicum koolauense H.St.John & Hosaka
- Panicum lachnophyllum Benth.
- Panicum lacustre C.L.Hitchc. & Ekman
- Panicum laetum Kunth
- Panicum laevinode Lindl.
- Panicum lagostachyum Renvoize & Zuloaga
- Panicum lanipes Mez
- Panicum larcomianum Hughes
- Panicum laticomum Nees
- Panicum latifolium L.
- Panicum latissimum Spreng.
- Panicum latzii R.D.Webster
- Panicum laxiflorum Lam.
- Panicum leibergii (Vasey) Scribn.
- Panicum lepidulum Hitchc. & Chase
- Panicum leptachne Döll
- Panicum leptolomoides A.Camus
- Panicum ligulare Nees ex Trin.
- Panicum lineale H.St.John
- Panicum linearifolium Scribn.
- Panicum longiloreum M.M.Rahman
- Panicum longipedicellatum Swallen
- Panicum longissimum (Mez) Henrard
- Panicum longivaginatum H.St.John
- Panicum longum Hitchc. & Chase
- Panicum loreum Trin.
- Panicum lukwangulense Pilg.
- Panicum luridum Hack. ex Scott-Elliot
- Panicum lutzii Swallen
- Panicum luzonense J.Presl
- Panicum machrisianum Swallen
- Panicum madipirense Mez
- Panicum magnispicula Zuloaga, Morrone & Valls
- Panicum mahafalense A.Camus
- Panicum malacophyllum Nash
- Panicum malacotrichum Steud.
- Panicum manongarivense A.Camus
- Panicum mapalense Pilg.
- Panicum marauense Renvoize & Zuloaga
- Panicum margaritiferum (Chiov.) Robyns
- Panicum massaiense Stapf
- óriás köles, magas köles vagy Guinea-fű (Panicum maximum) Jacq.[12]
- Panicum merkeri Mez
- Panicum mertensii Roth
- Panicum micranthum Kunth
- termesztett köles (Panicum miliaceum) L. - típusfaj
- Panicum millegrana Poir.
- Panicum mindanaense Merr.
- Panicum missionum Ekman
- Panicum mitchellii Benth.
- Panicum mitopus K.Schum.
- Panicum mlahiense Renvoize
- Panicum mohavense Reeder
- Panicum molinioides Trin.
- Panicum monticola Hook.f.
- Panicum mucronulatum Mez
- Panicum mueense Vanderyst
- Panicum mystasipum Zuloaga & Morrone
- Panicum natalense Hochst.
- Panicum neoperrieri A.Camus
- Panicum nephelophilum Gaudich.
- Panicum nervatum (Franch.) Stapf
- Panicum nervosum Lam.
- Panicum nigerense Hitchc.
- Panicum nigromarginatum Robyns
- Panicum niihauense H.St.John
- Panicum nodatum Hitchc. & Chase
- Panicum notatum Retz.
- Panicum noterophilum Renvoize
- Panicum novemnerve Stapf
- Panicum nudicaule Vasey
- Panicum nudiflorum Renvoize
- Panicum nutabundum Zuloaga & Morrone
- Panicum nymphoides Renvoize
- Panicum obseptum Trin.
- Panicum obtusum Kunth
- Panicum oligosanthes Schult.
- Panicum olyroides Kunth
- Panicum omega Renvoize
- Panicum orinocanum Luces
- Panicum ovale Elliott
- Panicum ovuliferum Trin.
- Panicum paianum Naik & Patunkar
- Panicum palauense Ohwi
- Panicum paludosum Roxb.
- Panicum pampinosum Hitchc. & Chase
- Panicum pandum Swallen
- Panicum pansum Rendle
- Panicum pantrichum Hack.
- Panicum parcum Hitchc. & Chase
- Panicum parvifolium Lam.
- Panicum parviglume Hack.
- Panicum paucinode Stapf
- Panicum pearsonii F.Bolus
- Panicum pectinellum Stapf
- Panicum pedersenii Zuloaga
- Panicum pedicellatum Vasey
- Panicum peladoense Henrard
- Panicum pellitum Trin.
- Panicum penicillatum Nees ex Trin.
- Panicum perangustatum Renvoize
- Panicum peristypum Zuloaga & Morrone
- Panicum perlongum Nash
- Panicum perrieri A.Camus
- Panicum peteri Pilg.
- Panicum petersonii C.L.Hitchc. & Ekman
- Panicum petilum Swallen
- Panicum petrense Swallen
- Panicum petropolitanum Zuloaga & Morrone
- amerikai köles (Panicum philadelphicum) Bernh. ex Trin.[12]
- Panicum phippsii Renvoize
- Panicum phoiniclados Naik & Patunkar
- Panicum phragmitoides Stapf
- Panicum piauiense Swallen
- Panicum pilgeri Mez
- Panicum pilgerianum (Schweick.) Clayton
- Panicum pilosum Sw.
- Panicum pinifolium Chiov.
- Panicum pleianthum Peter
- Panicum plenum Hitchc. & Chase
- Panicum poioides Stapf
- Panicum pole-evansii C.E.Hubb.
- Panicum poliophyllum Renvoize & Zuloaga
- Panicum polyanthes Schult.
- Panicum polycomum Trin.
- Panicum polygonatum Schrad.
- Panicum porphyrrhizos Steud.
- Panicum portoricense Desv. ex Ham.
- Panicum praealtum Afzel. ex Sw.
- Panicum prionitis Nees
- Panicum prolutum F.Muell.
- Panicum pseudisachne Mez
- Panicum pseudoracemosum Renvoize
- Panicum pseudowoeltzkowii A.Camus
- Panicum pulchellum Raddi
- Panicum pusillum Hook.f.
- Panicum pycnoclados Tutin
- Panicum pygmaeum R.Br.
- Panicum pyrularium Hitchc. & Chase
- Panicum racemosum (P.Beauv.) Spreng.
- Panicum ramosius Hitchc.
- Panicum ravenelii Scribn. & Merr.
- kúszó köles vagy torpedófű (Panicum repens) L.[12]
- Panicum restingae Renvoize & Zuloaga
- Panicum rhizogonum Hack.
- Panicum rigidum Balf.f.
- Panicum rivale Swallen
- Panicum robustum B.K.Simon
- Panicum robynsii A.Camus
- Panicum rudgei Roem. & Schult.
- Panicum rupestre Trin.
- Panicum ruspolii Chiov.
- Panicum sabulorum Lam.
- Panicum sacciolepoides Renvoize & Zuloaga
- Panicum sadinii (Vanderyst) Renvoize
- Panicum sarmentosum Roxb.
- Panicum scabridum Döll
- Panicum scabriusculum Elliott
- Panicum schinzii Hack.
- Panicum schwackeanum Mez
- Panicum sciurotis Trin.
- Panicum sciurotoides Zuloaga & Morrone
- Panicum scoparium Lam.
- Panicum sellowii Nees
- Panicum seminudum Domin
- Panicum shinyangense Renvoize
- Panicum simile Domin
- Panicum simulans Smook
- Panicum sipapoense Swallen
- Panicum smithii M.M.Rahman
- Panicum socotranum Cope
- Panicum soderstromii Zuloaga & Send.
- Panicum sparsicomum Nees ex Steud.
- Panicum spergulifolium A.Camus
- Panicum sphaerocarpon Elliott
- Panicum spongiosum Stapf
- Panicum stagnatile Hitchc. & Chase
- Panicum stapfianum Fourc.
- Panicum stenodes Griseb.
- Panicum stevensianum Hitchc. & Chase
- Panicum steyermarkii Swallen
- Panicum stigmosum Trin.
- Panicum stipiflorum Renvoize
- Panicum stoloniferum Poir.
- Panicum stramineum Hitchc. & Chase
- Panicum strictissimum Afzel. ex Sw.
- Panicum strigosum Muhl. ex Elliott
- Panicum subalbidum Kunth
- Panicum subflabellatum Stapf
- Panicum subhystrix A.Camus
- Panicum sublaeve Swallen
- Panicum subtilissimum Renvoize
- Panicum subtiramulosum Renvoize & Zuloaga
- Panicum subulatum Spreng.
- Panicum subxerophilum Domin
- apró köles vagy kutkiköles (Panicum sumatrense) Roth[12]
- Panicum superatum Hack.
- Panicum surrectum Zuloaga & Morrone
- Panicum tamaulipense F.R.Waller & Morden
- Panicum telmatum Swallen
- Panicum tenellum Lam.
- Panicum tenerum Beyr. ex Trin.
- Panicum tenuifolium Hook. & Arn.
- Panicum tepuianum Davidse & Zuloaga
- Panicum teretifolium Hack.
- Panicum tijucae Renvoize
- Panicum torridum Gaudich.
- Panicum trachyrhachis Benth.
- Panicum trhachyrachis Benth.
- Panicum trichanthum Nees
- Panicum trichidiachne Döll
- Panicum trichocladum K.Schum.
- Panicum trichoides Sw.
- Panicum tricholaenoides Steud.
- Panicum trichonode Launert & Renvoize
- Panicum trinii Kunth
- Panicum tuerckheimii Hack.
- duzzadt köles (Panicum turgidum) Forssk.[12]
- Panicum umbonulatum Swallen
- Panicum urvilleanum Kunth
- Panicum vaginiviscosum Renvoize & Zuloaga
- Panicum validum Mez
- Panicum vaseyanum Scribn. ex Beal
- Panicum vatovae Chiov.
- Panicum venezuelae Hack.
- Panicum verrucosum Muhl.
- vesszős köles vagy ágas köles (Panicum virgatum) L.[12]
- Panicum viscidellum Scribn.
- Panicum voeltzkowii Mez
- Panicum vollesenii Renvoize
- Panicum volutans J.G.Anderson
- Panicum zambesiense Renvoize
- Panicum quadriglume (Döll) Hitchc.
- Panicum queenslandicum Domin
- Panicum wettsteinii Hack.
- Panicum wiehei Renvoize
- Panicum wilcoxianum Vasey
- Panicum xanthophysum A.Gray
- Panicum xerophilum (Hildebr.) Hitchc.
- Panicum yavitaense Swallen

### Fordítás
- Ez a szócikk részben vagy egészben  a   Panicum című angol Wikipédia-szócikk ezen változatának fordításán alapul.  Az eredeti cikk szerkesztőit annak laptörténete sorolja fel. Ez a jelzés csupán a megfogalmazás eredetét és a szerzői jogokat jelzi, nem szolgál a cikkben szereplő információk forrásmegjelöléseként.